# 巴尔格
巴尔格是德国下萨克森州的一个市镇。总面积33.08平方公里，总人口1784人，其中男性900人，女性884人（2011年12月31日），人口密度54人/平方公里。